# تارکت
تارکت (انگلیسی: Tarkett) شرکت مصالح ساختمانی فرانسوی است، که در سال ۱۹۹۷ تأسیس شد.